# Surigao
Surigao (pronunciación en filipino: sů-rēh-GAŮ; en filipino: Lungsod ng Surigao; en surigaense: Siyudad nan Surigao) es una ciudad y la cabecera de la provincia de Surigao del Norte en Filipinas. Según el censo del 2007, tiene 132,151 habitantes.

## Geografía
La ciudad de Surigao está ubicada a lo largo del extremo norte de la provincia. Su término limitada al norte y al este con el Canal de Gutuán, al oeste con el estrecho de Surigao, y al sur con los municipios de Taganaán y de Sison. Montañas y colinas destacan en todo el litoral.
Situado en terreno llano y al norte de la isla de Mindanao, sobre las riberas del río Tomanday próximo á la hermosa bahía, cuya entrada es difícil para los buques a causa de las corrientes: en los montes inmediatos se crían excelentes maderas, como son ipil, molabe, mamono, sudyan, doñgon, duyoc, narra, ébano y lindas cañas blancas á propósito para bastones: dista de sus colaterales Higáquit 4 leg. por el oeste y de Butuan por el este 20.
La ciudad es conocida por su proximidad a la Fosa de Filipinas, una de las partes más profundas del océano Pacífico y del mundo.

### Comunicaciones
Cuenta con un puerto ideal protegida por la Islas de Nonoc. Está también conectado con buenas carreteras a Butuan y a Lianga.

### Sus islas
Islas que comprende su término municipal:
| Isla                          | Área (ha) | Barrios                                                                          |
| ----------------------------- | --------- | -------------------------------------------------------------------------------- |
| Nonoc                         | 5.825,03  | Cantiasay, Nonoc y Talísay.                                                      |
| Hikdop                        | 2.568,22  | Alang-alang, Alegría, Baybay, Bilabid, Buena Vista, Catadmán, Libuac y Sidlakán. |
| Hanigad                       | 1.393,37  | Aurora y San Pedro.                                                              |
| Bayagnán                      | 924,61    | Bitaugán, Cagutsán, San José y Sugbay.                                           |
| Aguasán (Awasan Island)       | 753,19    | Cantiasay.                                                                       |
| Bilabid                       | 349,00    | Manjagao.                                                                        |
| Sibale                        | 290,18    | Lisondra y Zaragoza.                                                             |
| Kabo (Kabusgan)               | 90,44     | Dayasán.                                                                         |
| Lo-ad                         | 78,84     | .                                                                                |
| Danaguán (Danawan Island)     | 57,69     | Danawan.                                                                         |
| Rasa (Rasa Island)            | 51,36     | Talisay.                                                                         |
| Quiatongán (Quitongao Island) | 47.02     | Manjagao.                                                                        |
| Sumilón                       | 33,58     | Danawan.                                                                         |
| Sagisí                        | 13,27     | San José.                                                                        |
| Lapinig                       | 6,81      | Nabago.                                                                          |
| Bilabid                       | 4,40      | Manjagao.                                                                        |
| Basul                         | 2,81      | Lipata.                                                                          |

## Barrios
Surigao se divide administrativamente en 54 barangayes.
Isla de Mindanao, 5 barrios urbanos:
| - Canlanipa | - Luna | - San Juan | - Taft (Población) | - Washington (Población) |

Isla de Mindanao, 8 barrios suburbanos:
| - Cagniog - Ipil | - Lipata - Mabua | - Punta Bilar - Rizal | - Sabang - Togbongon |

Isla de Mindanao, 14 barrios rurales:
| - Anomar - Balibayon - Bonifacio - Danao | - Mabini - Mapawa - Mat-i | - Poctoy - Quezon - San Roque | - Serna (Bad-asay) - Silop. - Sukailang - Trinidad |

Costeros, 6 barrios:
| - Cabongbongan - Capalayan | - Day-asan - Nabago | - Orok - San Isidro |

Insulares, 21 barrios:
| - Alang-alang - Alegría - Aurora - Baybay - Bilabid | - Bitaugán - Buena Vista - Cagutsan - Cantiasay - Catadman | - Danawan - Libuac - Lisondra - Manyagao - Nonoc | - San José - San Pedro - Sidlakan - Sugbay - Talisay - Zaragoza |

### Demografía
A mediados del siglo XIX, año de 1845,  contaba con 7.417 almas que contribuían 1.508.
En 1970 contaba solo con 35,855 habitantes.

## Historia
Cuentan las leyendas de como un pescador visayo de Cebú fue conducido por una tormenta atravesando la rápida corriente del estrecho de Surigao alcanzando el norte de Mindanao mucho antes de llegaran los españoles.
Llegaron a la desembocadura del río Surigao buscando refugio tierra adentro en los dominios del  cacique negrito Solibao, un hombre de corta estatura y pelo rizado.
Los refugiados vieron a un barco de comerciantes visayos quienes les ofrecieron llevarlos de vuelta a casa.
Algunos embarcaron, pero otros prefirieron quedarse en espera de recoger la cosecha de los cultivos que sembraron.
Los que se fueron volvieron con su familia para instalarse definitivamente, procedían de Cebú, Leyte y Bohol.
En 1530 un galeón español ancla en el puerto y desde entonces Solibao se llama Surigao.
En 1752 la ciudad quedó devastada por los invasores musulmanes. La casi totalidad de sus 2.000 habitantes murieron o fueron tomados como esclavos.
A mediados del siglo XIX, año de 1845 Surigao era capital de la provincia de Caraga. Espirirualmente dependía de la diócesis de Cebú.

"...Tiene unas 1,400 casas, en general de sencilla construcción, la de comunidad y parroquial con su iglesia servida por un cura regular. Productos: son insignificantes, pues sus naturales tienen cuantos recursos necesitan para sus necesidades con los innumerables lavaderos de oro que existen en su territorio, y en la pesca de valate, caray y concha de que abundan sus costas..."
Buzeta y Bravo, Tomo II, página 433 SUR

### Ocupación estadounidense
Durante la ocupación estadounidense de Filipinas fue creada la provincia de Surigao. El gobierno civil quedó establecido el 15 de mayo de 1901 en su capital Surigao. Incluía la subprovincia de Butuan, antes comandancia político militar.
En 1904 la provincia de Surigao contaba con 14 municipios, uno de los cuales era su capital.
Cuando en 1911 fue creada la provincia de Agusán, Butuán se separa de Surigao para pasar a formar parte de la nueva provincia.
El 31 de diciembre de 1916, durante la ocupación estadounidense de Filipinas, una vez pacificado el archipiélago, este se  organiza territorialmente sobre la base de 36 provincias ordinarias, entre las cuales se encontraba la provincia de Surigao Surigao, su capital, era uno de sus 9 municipios.
Según el censo de 1918 esta provincia tenía una extensión superficial de 7.483 km², la poblaban 122.022 almas que habitaban en 14 municipios con 146 barrios, siendo Surigao uno de sus 14 municipios y su capital.

### Independencia
En 1956 los sitios de Cantapoy, Balite, Capalayan, Libuac, Catadman, Bambanon, Mat-i, Dakung Patag, Lipata y Bunyasan pasaron a la categoría de barrios.